# Daïra de Taougrite
 (juin 2018).
La daïra de Taougrite est une daïra d'Algérie située dans la wilaya de Chlef et dont le chef-lieu est la ville éponyme de Taougrite.

## Localisation
La daïra de Taougrite est située au Nord-Ouest de la wilaya de Chlef.

## Communes de la daïra
La daïra de Taougrite est composée de deux communes : Taougrite et Dahra.